# Zhongli-Vorfall
Der Zhongli-Vorfall (chinesisch: 中壢事件 Zhōnglì shìjiàn) ereignete sich am 19. November 1977 im nordtaiwanischen Zhongli, als es infolge von Wahlbetrug bei der Wahl zum Kreisvorsteher des Landkreises Taoyuan zu Zusammenstößen zwischen Protestierenden und der Polizei kam. Es war der erste gewaltsame Zwischenfall dieser Art seit der Verhängung des Kriegsrechts in der Republik China (Taiwan) im Jahr 1949.

## Hintergrund
Nach dem Ende der japanischen Kolonialzeit im Jahr 1945 wurde Taiwan von der durch die Kuomintang (KMT) regierten Republik China übernommen. Spannungen zwischen vom Festland gekommenen Chinesen (Waishengren) und den Einheimischen (Benshengren) entluden sich im Zwischenfall vom 28. Februar 1947 und einem anschließenden Aufstand gegen die Kuomintang, der von den Behörden niedergeschlagen wurde, wobei offiziellen Schätzungen nach 18.000 bis 28.000 Taiwaner ums Leben kamen. In den folgenden Jahren des Weißen Terrors unterdrückte die Regierung jede Opposition.
Nach ihrer Niederlage im Chinesischen Bürgerkrieg zog sich die Kuomintang 1949 nach Taiwan zurück, verhängte das Kriegsrecht über die Insel und herrschte jahrzehntelang autoritär.

## Anlass
Am 19. November 1977 stand die Wahl eines neuen Kreisvorstehers im Landkreis Taoyuan an. Wie üblich sollte es nur einen, von der Kuomintang gestellten Kandidaten geben. Um die Nominierung bewarb sich Hsu Hsin-liang, der jedoch als kritische Stimme innerhalb der Partei für ungeeignet befunden und abgelehnt wurde. Als Hsu sich trotzdem zur Wahl anmeldete, wurde er aus der Partei ausgeschlossen. Als Parteiloser trat er schließlich gegen den KMT-Kandidaten Ou Hsien-yu an.
Angesichts der damals weitverbreiteten Praxis von Wahlmanipulation durch die Behörden rief das Wahlkampfteam Hsus zu Wachsamkeit auf und es herrschte eine angespannte Stimmung. In einem Wahllokal in Zhongli, der zweitgrößten Stadt des Landkreises, beschuldigten zwei anwesende Wahlbeobachter die Wahlvorsteherin während der Stimmauszählung, Stimmen für Hsu Hsin-liang bei der Durchsicht ungültig zu machen. Die Beobachter wurden daraufhin aus dem Raum entfernt und festgehalten.

## Verlauf
Als die Nachricht vom Vorgefallenen nach außen drang, versammelten sich vor dem Wahllokal, einer Grundschule, etwa hundert Bürger und verlangten Zutritt. Es kam zu Rangeleien mit der Polizei, die Wahlvorsteherin wurde zu ihrem Schutz in die Polizeiwache von Zhongli geleitet.
Auch um die Polizeiwache versammelten sich aufgebrachte Menschen und forderten eine Wiederholung der Stimmauszählung. Zum Abend hin und nach Einbruch der Dunkelheit eskalierte die Situation. Fensterscheiben wurden eingeworfen und das Gebäude stellenweise in Brand gesteckt. Polizeifahrzeuge wurden umgestoßen und die Zufahrtswege zur Wache blockiert. Die Polizei setzte Tränengas ein und feuerte vereinzelte Schüsse in die Menschenmenge ab, durch die zwei Männer getötet und weitere verletzt wurden. Gegen drei Uhr in der Nacht begann sich die Menge zu zerstreuen.

## Folgen
Aus den Stimmauszählungen des gesamten Landkreises Taoyuan ging Hsu Hsin-liang als Sieger hervor. Obwohl die Presse nur oberflächlich über die Geschehnisse in Zhongli berichtete, wirkte der erste offene Widerstand gegen die Behörden seit Jahrzehnten wie eine Ermutigung für die gerade entstehende oppositionelle Dangwai-Bewegung. Weitere Protestaktionen wie der Qiaotou-Vorfall und der Kaohsiung-Vorfall schlossen sich an.
Hsu wurde durch seinen Wahlsieg als Parteiloser und die Umstände in Zhongli in ganz Taiwan bekannt und eine führende Persönlichkeit der Dangwai-Bewegung. Zwei Jahre nach dem Zhongli-Vorfall wurde er seines Amtes als Kreisvorsteher von Taoyuan enthoben. Nach einem zehnjährigen Exil in den USA wurde er 1991 zum Vorsitzenden der 1986 gegründeten Demokratischen Fortschrittspartei (DPP) gewählt. 